# Mayan Khatun

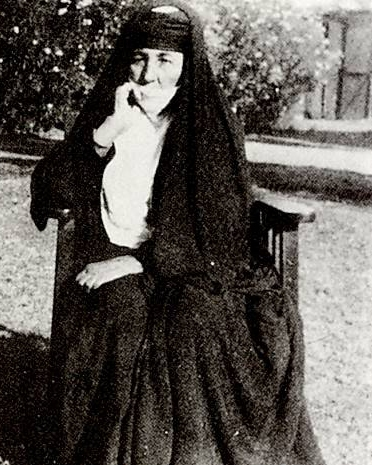
Mayan Khatun (1945)

Mayan Khatun (kurmandschi Meyan Xatûn, * 1873/1874; † 31. Dezember 1957) war eine kurdisch-jesidische Herrscherin und weltliches Oberhaupt der Jesiden von 1913 bis 1957.

## Leben
Mayan Khatun übernahm das Amt des weltlichen Oberhauptes der Jesiden, als ihr Mann Mir Ali Beg unter unklaren Umständen eines unnatürlichen Todes starb, trotz der Gerüchte, die sich um dessen Ableben rankten. Ein Gerücht besagte, dass sei ein Verhältnis mit Stammesführer der muslimischen Doski Safr Agha hatte, der in besagter Nacht im Haus zu Gast war. Sie herrschte zunächst als Vormund ihres Sohnes Said, gab die Macht aber nicht ab, als dieser volljährig war. Said galt als schwach und Mayan Khatun zeigte ihm offen ihre Verachtung. Sie herrschte 44 Jahre de facto als Mir und mit ihrem Tod übernahm ihr Enkel Mir Tahsin Saied Beg das Amt.